# Buttons & Rusty
Buttons & Rusty is een Amerikaanse animatieserie, voor het eerst werd uitgezonden in 1983. In Amerika werd jaarlijks één aflevering van 25 minuten uitgezonden, meestal ten tijde van een jaarlijkse gebeurtenis, zoals het kerstfeest, Thanksgiving en het begin van de lente, wat dan ook verwerkt werd in de aflevering die dan werd uitgezonden. Later is er ook nog een wekelijkse serie van 26 afleveringen gemaakt. Uitgezonden door de KRO in 1996.
De serie gaat over de avonturen van een beertje en een vosje genaamd Buttons en Rusty, en hun families, die tezamen onder één dak wonen in een grot. Ze wonen in het Chucklewood Park. Ook woont daar boswachter Jones, die goed bevriend is met de families.
De serie werd getekend door Ed Love, prijswinnaar van een aantal beroemde Disney-tekenfilms, waaronder Mickey Mouse, Donald Duck en Fantasia.

## Stemmen
| Personage             | Nederlandse versie | Amerikaanse versie |
| --------------------- | ------------------ | ------------------ |
| Buttons               | Jody Pijper        | Barbara Goodson    |
| Rusty                 | Trudy Libosan      | Kathy Ritter       |
| Boswachter Jones      | Jeroen Keers       | William Boyett     |
| Bertus*               | Leo Richardson     | Alvy Moore         |
| Floris*               | Jeroen Keers       | Bill Ratner        |
| Bridget               | Beatrijs Sluijter  | Morgan Lofting     |
| Rosie                 | Beatrijs Sluijter  | Kathy Ritter       |
| Franklin de wijze uil | Hero Muller        | Steve Bulen        |
| Verteller             | Beatrijs Sluijter  | ???                |

Overige stemmen werden gedaan door onder andere Wiebe Pier Cnossen (Turner de schildpad), Hero Muller (Lester de krokodil), Maria Lindes en Dieter Jansen. Geproduceerd rond 1996 in opdracht van de KRO.
Buttons & Rusty werd voor het eerst nagesynchroniseerd in het Nederlands in de jaren negentig, welke over de loop van de jaren meerdere keren werd uitgebracht op VHS door meerdere uitgevers. In 2005 werd de serie opnieuw uitgebracht op dvd, maar met andere stemacteurs en in een nieuwe vertaling, ditmaal met Nederlandse nasynchronisatie door Wim Pel Productions. De dvd-distributie lag in handen van Company of Kids, deel van de Foreign Media Group.

## Speciale afleveringen
| Nr. | Amerikaanse titel              | Nederlandse titel           | Jaar |
| --- | ------------------------------ | --------------------------- | ---- |
| 1   | The Christmas Tree Train       | De kerstboomtrein           | 1983 |
| 2   | Which Witch Is Which?          | Het grote griezelfeest      | 1984 |
| 3   | The Turkey Caper               | De kalkoenbende             | 1985 |
| 4   | A Chucklewood Easter           | De paashaas                 | 1986 |
| 5   | The Adventure Machine          | De avonturenmobiel          | 1991 |
| 6   | What's Up Mom?                 | Wat is er aan de hand, mam? | 1992 |
| 7   | The Honey Bunch                | Honing voor valentijnsdag   | 1992 |
| 8   | T'was the Day Before Christmas | De dag voor kerstmis        | 1993 |
| 9   | School Daze                    | Een wijze les               | 1994 |

- Titels kunnen verschillen in verband met inconstistente hoezentitels en eigenlijke nasynchronisatietitels.

## Trivia
- Bertus heette in de originele Amerikaanse versie Abner, en Floris heette daarin George. Ook in de nasynchronisatie uit 2005 worden de Amerikaanse namen gehanteerd.

- In Amerika verschillen de stemacteurs per special, hoogstwaarschijnlijk om van tevoren geplande langdurigheid van de reeks.